# 扎季
49°29′41″N 23°39′18″E / 49.49472°N 23.65500°E
扎季（烏克蘭語：Зади），是烏克蘭的村落，位於該國西部利沃夫州，由德羅霍貝奇區負責管轄，始建於1630年，面積9平方公里，2001年人口50，人口密度每平方公里5.56人。